# Katar a 2013-as úszó-világbajnokságon
Katar három úszóval vett részt a 2013-as úszó-világbajnokságon, akik három versenyszámban indultak.

## Úszás
Férfi
| Versenyző            | Verseny                  | Selejtező  | Selejtező  | Elődöntő          | Elődöntő          | Döntő             | Döntő             |
| Versenyző            | Verseny                  | Idő        | Helyezés   | Idő               | Helyezés          | Idő               | Helyezés          |
| -------------------- | ------------------------ | ---------- | ---------- | ----------------- | ----------------- | ----------------- | ----------------- |
| Abdulrahman Al-Ishaq | 100 méteres gyorsúszás   | Nem indult | Nem indult | Nem jutott tovább | Nem jutott tovább | Nem jutott tovább | Nem jutott tovább |
| Noah Al-Khulaifi     | 200 méteres gyorsúszás   | 2:06.62    | 65         | Nem jutott tovább | Nem jutott tovább | Nem jutott tovább | Nem jutott tovább |
| Omar Omar            | 50 méteres pillangóúszás | 27.10      | 67         | Nem jutott tovább | Nem jutott tovább | Nem jutott tovább | Nem jutott tovább |